# Championnat du Brésil de football américain 2017
Navigation
Édition précédente Édition suivante
Le championnat du Brésil de football américain 2017, ou simplement BFA 2017, est la deuxième édition unifiée du championnat brésilien de football correspondant à la division d'élite nationale remplaçant la Superliga nationale. C'est la première édition dans laquelle la ligue homonyme des clubs organise la compétition sous le sceau de la Confédération brésilienne du football américain (CBFA),,. Sada Cruzeiro, récemment promu dans l'élite, défait João Pessoa Spectres et conquiert le Brazil Bowl.

## Les équipes participantes
| Conférence Sud       | Conférence Sud-Est | Conférence Sud-Est       | Conférence Centre-Ouest | Conférence Nord-Est | Conférence Nord-Est   |
| Conférence Sud       | Groupe Est         | Groupe Ouest             | Conférence Centre-Ouest | Groupe Nord         | Groupe Sud            |
| Coritiba Crocodiles  | Minas Locomotiva   | Corinthians Steamrollers | Campo Grande Predadores | Bulls Potiguares    | Cavalaria 2 de Julho  |
| UFPR Brown Spiders   | Botafogo Reptiles  | Flamengo Imperadores     | Cuiabá Arsenal          | Ceará Caçadores     | João Pessoa Espectros |
| Juventude FA         | Lusa Lions         | Patriotas FA             | Goiânia Rednecks        | Tropa Campina       | Recife Mariners       |
| Paraná HP            | São Paulo Storm    | Sada Cruzeiro            | Sinop Coyotes           | UFERSA Petroleiros  | Recife Pirates        |
| Santa Maria Soldiers | Vila Velha Tritões | Santos Tsunami           | Tubarões do Cerrado     |                     |                       |
| São José Istepôs     |                    |                          |                         |                     |                       |
| Timbó Rex            |                    |                          |                         |                     |                       |

## Format du championnat
Les 30 équipes sont réparties en quatre conférences: Sud, Sud-Est, centre.Ouest et Nord-Est. En saison régulière, il n’y a que des affrontements entre les équipes des mêmes conférences. Les leaders sur le terrain des séries éliminatoires sont toujours les équipes avec les meilleures campagnes.
La Conférence Sud compte sept équipes qui s'affrontent entre elles. Les quatre meilleures équipes se qualifient pour les séries éliminatoires, la première recevant la quatrième et la seconde la troisième. Les gagnants se qualifient pour la finale de la conférence. Le champion affrontera le champion de la conférence Sud-Est lors de la demi-finale nationale.
La Conférence Sud-Est compte dix équipes réparties en deux groupes: Est et Ouest. Les équipes affrontent les adversaires au sein de leur propre groupe et deux équipes de l'autre groupe choisies en fonction du critère de distance géographique plus réduite entre les équipes. Le vainqueur de chaque groupe se qualifie directement pour les séries, ainsi que les deux meilleures équipes, indépendamment du groupe. Le gagnant du groupe de la meilleure campagne recevant la quatrième place et l’autre gagnant du groupe recevant la troisième. Le champion de la conférence affronte le champion de la conférence Sud en demi-finale nationale.
Dans la Conférence Centre-Ouest, il y a cinq équipes s'affrontant les uns, les autres. Les quatre meilleurs se qualifient pour les séries éliminatoires, la première recevant la quatrième et la seconde la troisième. Les gagnants se qualifient pour la finale de conférence. Le champion affrontera le champion de la conférence du Nord-Est lors de la demi-finale nationale.
Dans la Conférence Nord-Est, il y a huit équipes divisées en deux groupes: Nord et Sud, qui affrontent tous les adversaires du même groupe, dont un match répété, et deux adversaires de l'autre groupe. Les quatre meilleures équipes, quel que soit le groupe, sont classées dans les séries éliminatoires, la première recevant la quatrième et la seconde la troisième. Les gagnants se qualifient pour la finale de la conférence. Le champion rencontre le champion de la conférence du Centre-Ouest lors de la demi-finale nationale.
La pire équipe de chaque conférence est rétrogradée en Ligue nationale ou Nord-Est.
Les vainqueurs des demi-finales nationales accèdent à la grande finale, le Brasil Bowl IX, avec l'avantage du terrain des conférences dans cet ordre: Nord-Est, Sud, Sud-Est et Centre-Ouest.

### Critères de départage
En cas d'égalité du nombre de victoires, le classement des équipes, dans les groupes ainsi que dans les conférences, sera effectué selon les critères suivants, dans l'ordre suivant:
- En cas d'égalité entre deux équipes: victoire en confrontation directe - En cas d'égalité entre plus de deux équipes, ou si deux équipes à égalité n'ont pas de bris d'égalité direct:
- Force de la table supérieure (qui est le pourcentage obtenu à partir du rapport entre le nombre total de victoires et le nombre total de matches joués, de tous les adversaires rencontrés par elle en saison régulière)
- Plus grand nombre de victoires dans les affrontements entre les équipes à égalité
- Plus grand nombre de points dans les affrontements entre les équipes à égalité
- Tirage au sort

## Le classement
| x | qualifié pour les playoffs                          |
| y | qualifié pour les playoffs avec avantage du terrain |
| o | relégué en Ligue Nationale                          |
| * | application des critères de départage               |

| Équipe                   | G | P | Pct   | PP  | PC  | Diff |
| ------------------------ | - | - | ----- | --- | --- | ---- |
| y - Timbó Rex            | 6 | 0 | 1.000 | 169 | 35  | 134  |
| y - Santa Maria Soldiers | 5 | 1 | .833  | 124 | 47  | 77   |
| x - Paraná HP            | 4 | 2 | .667  | 101 | 78  | 23   |
| x - Coritiba Crocodiles  | 3 | 3 | .500  | 153 | 95  | 58   |
| São José Istepôs         | 2 | 4 | .333  | 61  | 115 | -54  |
| Juventude FA             | 1 | 5 | .167  | 37  | 158 | -121 |
| o - UFPR Brown Spiders   | 0 | 6 | .000  | 58  | 175 | -117 |

| Équipe                   | G | P | Pct   | PP  | PC  | Diff |
| ------------------------ | - | - | ----- | --- | --- | ---- |
| y - Sada Cruzeiro #1     | 5 | 0 | 1.000 | 216 | 7   | 209  |
| x - Patriotas FA #3      | 4 | 1 | .800  | 133 | 88  | 45   |
| Flamengo Imperadores     | 2 | 3 | .400  | 121 | 59  | 62   |
| Corinthians Steamrollers | 1 | 4 | .200  | 61  | 131 | -70  |
| o - Santos Tsunami*      | 0 | 5 | .000  | 0   | 247 | -247 |

| Équipe                    | G | P | Pct  | PP  | PC  | Diff |
| ------------------------- | - | - | ---- | --- | --- | ---- |
| y - Vila Velha Tritões #2 | 4 | 1 | .800 | 108 | 52  | 56   |
| x - Botafogo Reptiles #4  | 3 | 2 | .600 | 80  | 59  | 21   |
| Lusa Lions                | 3 | 2 | .600 | 142 | 48  | 94   |
| São Paulo Storm           | 3 | 2 | .600 | 38  | 76  | -38  |
| Minas Locomotiva          | 0 | 5 | .000 | 23  | 148 | -125 |

| Équipe                      | G | P | Pct   | PP  | PC  | Diff |
| --------------------------- | - | - | ----- | --- | --- | ---- |
| y - Cuiabá Arsenal          | 4 | 0 | 1.000 | 145 | 49  | 96   |
| y - Tubarões do Cerrado     | 3 | 1 | .750  | 106 | 41  | 65   |
| x - Sinop Coyotes*          | 1 | 3 | .250  | 49  | 107 | -58  |
| x - Goiânia Rednecks*       | 1 | 3 | .250  | 59  | 115 | -56  |
| o - Campo Grande Predadores | 1 | 3 | .250  | 54  | 101 | -47  |

| Équipe                 | G | P | Pct  | PP  | PC  | Diff |
| ---------------------- | - | - | ---- | --- | --- | ---- |
| y - Ceará Caçadores #2 | 5 | 1 | .833 | 149 | 81  | 68   |
| UFERSA Petroleiros     | 3 | 3 | .500 | 170 | 156 | 14   |
| Bulls Potiguares       | 1 | 5 | .167 | 113 | 161 | -48  |
| Tropa Campina          | 1 | 5 | .167 | 34  | 248 | -214 |

| Équipe                       | G | P | Pct   | PP  | PC  | Diff |
| ---------------------------- | - | - | ----- | --- | --- | ---- |
| y - João Pessoa Espectros #1 | 6 | 0 | 1.000 | 252 | 36  | 216  |
| x - Recife Mariners #3*      | 4 | 2 | .667  | 223 | 66  | 157  |
| x - Cavalaria 2 de Julho #4* | 4 | 2 | .667  | 113 | 117 | -4   |
| o - Recife Pirates           | 0 | 6 | .000  | 46  | 235 | -189 |

## Les playoffs
La route du Brasil Bowl.

### Demi-finales de conférence
| 1er | João Pessoa Espectros | 33-2 | Cavalaria 2 de Julho | 4e |
| 2e  | Ceará Caçadores       | 13-7 | Recife Mariners      | 3e |

| 1er | Sada Cruzeiro      | 33-6 | Botafogo Reptiles | 4e |
| 2e  | Vila Velha Tritões | 21-7 | Patriotas FA      | 3e |

| 1er | Cuiabá Arsenal      | 40-12 | Sinop Coyotes    | 4e |
| 2e  | Tubarões do Cerrado | 32-13 | Goiânia Rednecks | 3e |

| 1er | Timbó Rex            | 7-10 | Coritiba Crocodiles | 4e |
| 2e  | Santa Maria Soldiers | 9-0  | Paraná HP           | 3e |

### Finales de conférence
| Nord-Est     | João Pessoa Espectros | 40-0  | Ceará Caçadores     |
| Sud-Est      | Sada Cruzeiro         | 21-7  | Vila Velha Tritões  |
| Centre-Ouest | Cuiabá Arsenal        | 19-10 | Tubarões do Cerrado |
| Sud          | Santa Maria Soldiers  | 6-35  | Coritiba Crocodiles |

### Demi-finales nationales
| Coritiba Crocodiles | 10-17 | Sada Cruzeiro         |
| Cuiabá Arsenal      | 21-40 | João Pessoa Espectros |

### Brasil Bowl IX
| João Pessoa Espectros | 13-30 | Sada Cruzeiro |